# Bear Creek (Alabama)
Bear Creek is een plaats (town) in de Amerikaanse staat Alabama, en valt bestuurlijk gezien onder Marion County.

## Demografie
Bij de volkstelling in 2000 werd het aantal inwoners vastgesteld op 1053.
In 2006 is het aantal inwoners door het United States Census Bureau geschat op 1020, een daling van 33 (-3,1%).

## Geografie
Volgens het United States Census Bureau beslaat de plaats een oppervlakte van
35,6 km², waarvan 35,0 km² land en 0,6 km² water.

## Plaatsen in de nabije omgeving
De onderstaande figuur toont de plaatsen in een straal van 32 km rond Bear Creek.